# Buenaventura Lakes
Buenaventura Lakes – jednostka osadnicza w Stanach Zjednoczonych, w stanie Floryda, w hrabstwie Osceola.